# آرنالدو اورتلی
آرنالدو اورتلی (انگلیسی: Arnaldo Ortelli; ۵ اوت ۱۹۱۳ – ۲۷ فوریهٔ ۱۹۸۶) بازیکن فوتبال اهل سوئیس بود.
از باشگاه‌هایی که در آن بازی کرده‌است می‌توان به باشگاه فوتبال لوگانو اشاره کرد.
وی همچنین در تیم ملی فوتبال سوئیس بازی کرده‌است.